# Kathryn Gardner
Kathryn Ann Gardner (Sterling, Kansas, 1956) és una jutgessa americana, que forma part del Tribunal d'Apel·lació de Kansas.
Gardner es va llicenciar en art al Geneva College de Beaver Falls, Pennsilvània. Va ser professora d'anglès i francès a la Washburn Rural High School durant dos anys abans d'assistir a la Facultat de Dret de la Universitat de Kansas.
L'any 1983, després de doctorar-se en dret, Gardner va començar la seva carrera jurídica com a advocada investigadora del jutge Joe Haley Swinehart del Tribunal d'Apel·lació de Kansas. Va exercir un temps de fiscal general adjunta a Topeka i després es va traslladar a Wichita on va ocupar el càrrec de secretària judicial del jutge Sam A. Crow al Tribunal de Districte dels Estats Units a Kansas.
L'any 1988 es va incorporar com a col·laboradora al despatx d'advocats de Martin & Pringle i va marxar com a sòcia l'any 2000 després de dotze anys de litigis de discriminació laboral per tribunals estatals i federals. Quan Gardner va tornar a Topeka l'any 2000, va exercir novament com a secretària judicial del jutge Crow.
Durant els anys d'exercici de l'advocacia, Gardner va ser molt activa en activitats professionals, cíviques i comunitàries. Va presentar cursos d'educació jurídica a advocats i líders empresarials i, com a professora adjunta, va impartir classes a la facultat de dret de la Universitat Washburn sobre redacció per a la pràctica del dret i la defensa intensiva de la prova.
El 29 de gener de 2015, Gardner va ser nomenada jutge del Tribunal d'Apel·lació pel governador Sam Brownback i l'11 de març de 2015 va ser confirmat el seu nomenant en substitució de Caleb Stegall que va ser promocionat al Tribunal Suprem de Kansas.
L'any 2016 va guanyar la reelecció en el càrrec per a quatre anys més; entre gener de 2017 i gener de 2021. Kathryn Ann i el seu marit, Timothy Gardner, fa més de trenta-cinc anys que són casats i tenen tres filles grans i dues netes.